# Creador de mercat
Un creador de mercat (en anglès: Market maker) és una institució financera que té com a missió principal dotar de liquiditat als instruments financers negociats en un mercat de valors, és a dir, s'encarrega que en tota la jornada de negociació hi hagi sempre oferta per poder comprar (preu ask) i demanda per poder vendre (preu bid) al públic. Per a poder dur a terme aquesta funció els creadors de mercat mantenen en la seva cartera un estoc de valors financers que són els que ofereixen en el cas que no hi hagi contrapartida. Els creadors de mercat redueixen el risc associat a les fluctuacions del preu mantenint un spread sobre els valors cotitzats, i la diferència entre el preu ask i el preu bid és el benefici que els creadors de mercat obtenen per la seva funció.
Per a ésser qualificada com a creadora de mercat, una firma es compromet a comprar i vendre actius financers (accions, futurs, etc.) independentment que hi hagi ordres de contrapartida de clients o no. Si no hi hagués ordres de contrapartida els actius que ha comprat o venut s'incorporen al seu inventari. En els mercats NASDAQ i OTC les accions cotitzades de les companyies es basen en exclusiva en el sistema de creadors de mercat a fi de generar una negociació fluida de les accions, i la majoria de les accions de les companyies negociades al NASDAQ tenen més d'un creador de mercat.